# Feleag
Feleag – wieś w Rumunii, w okręgu Marusza, w gminie Vânători. W 2011 roku liczyła 216 mieszkańców.